# 东中心站
东中心地铁站（芬蘭語：Itäkeskuksen metroasema），是芬兰赫爾辛基地鐵的地上车站。该站建于伊蒂斯购物中心的地面楼层，为赫尔辛基东部戍卫村市区的东中心小区服务。M1和M2两条地铁线均停靠此站，并为这两条线路的中转站，这也是两条线路共用车站中最东边的一个。
该站开通于1982年6月1日，为赫尔辛基地铁最初的几个车站之一。该站位于刺猬路站东边2.1公里、磨坊溪站南边1.9公里、波蒂拉站西南边1.0公里。

## 图集

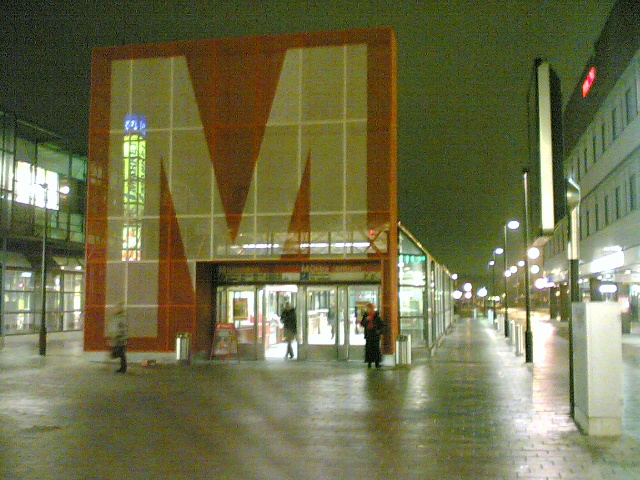
东边入口
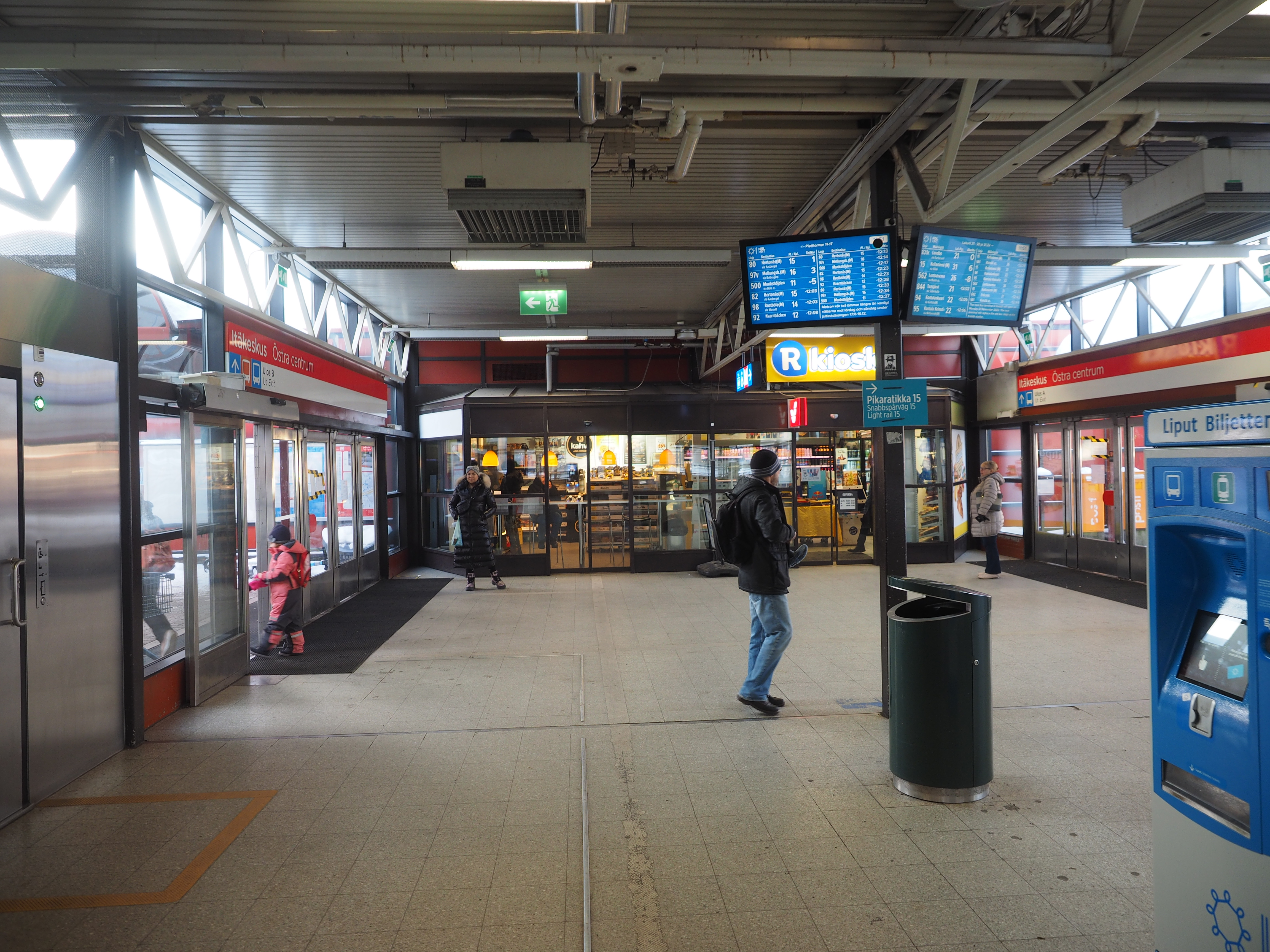
西边入口内部